# Batalla de Tanagra (457 a. C.)
La batalla de Tanagra del año 457 a. C. se libró entre las fuerzas de Atenas y Esparta, con victoria de estas últimas, durante la primera guerra del Peloponeso.

## Contexto
Después de las guerras médicas, hubo numerosos conflictos entre la Liga de Delos liderada por los atenienses y la Liga del Peloponeso, por los espartanos, sin que mediara una declaración formal de guerra. Tras la destrucción de Atenas por parte de los persas, los atenienses decidieron construir una muralla alrededor de su ciudad. Para evitar que algún ejército enemigo la rodeara en un asedio, también construyó los Muros Largos que unían la ciudad con el puerto de El Pireo. Esparta quiso impedir estas construcciones ya que si deseaba castigar a Atenas no lo tendría fácil. Atenas recelaba de las negociaciones que Esparta tenía secretamente con algunas facciones atenienses para socavar el gobierno democrático. En 460 a. C. se produjo otra disputa con Corinto, aliado de Esparta; Corinto no quería que Megara construyese los muros largos de su puerto, y Atenas intervino en la disputa fronteriza.

## La batalla
En 457 a. C., Nicomedes de Esparta, regente durante la minoría de edad del rey Plistoanacte, marchó con un ejército espartano de 11 500 hoplitas hacia Beocia para ayudar a Tebas a sofocar la rebelión de los fócidos. Atenas tomó ventaja de esto para bloquear las rutas de regreso al Peloponeso, y Esparta decidió permanecer en Beocia y esperar el ataque ateniense. Atenas y sus aliados, 14 000 hombres bajo el mando de Mirónides se enfrentaron a los espartanos en Tanagra. Aunque los espartanos ganaron la batalla, consiguiendo reabrir la ruta de vuelta, perdieron muchos soldados y fueron incapaces de aprovechar la victoria. El resultado habría sido indeciso, según la tradición ateniense.
Dos meses después, los atenienses se reagruparon y derrotaron a los tebanos en la batalla de Enofita, tomando el control de Beocia. 
Dos documentos epigráficos citan esta batalla: cf. Russell Meiggs & David Lewis, A selection of Greek historical inscriptions to the end of the fifth century B.C., 1989, Clarendon, vol. 1, 35 y 36 (cf. Pausanias, Descripción de Grecia I, 29.7–9; V, 10.4).